# Indiopius humillimus
Indiopius humillimus är en stekelart som beskrevs av Fischer 1966. Indiopius humillimus ingår i släktet Indiopius och familjen bracksteklar. Inga underarter finns listade i Catalogue of Life.